# Tanusia corrupta
Tanusia corrupta är en insektsart som beskrevs av Vignon 1923. Tanusia corrupta ingår i släktet Tanusia och familjen vårtbitare. Inga underarter finns listade i Catalogue of Life.